# Pomorie (kommun)
Obsjtina Pomorie (bulgariska: Община Поморие) är en kommun i Bulgarien.   Den ligger i regionen Burgas, i den östra delen av landet, 300 km öster om huvudstaden Sofia.
Obsjtina Pomorie delas in i:
- Acheloj
- Bata
- Gaberovo
- Goritsa
- Gălăbets
- Dăbnik
- Belodol
- Kablesjkovo
- Kamenar
- Kosovets
- Medovo
- Poroj
- Stratsin

Följande samhällen finns i Obsjtina Pomorie:
- Pomorie

Trakten runt Obsjtina Pomorie består till största delen av jordbruksmark. Runt Obsjtina Pomorie är det ganska tätbefolkat, med 60 invånare per kvadratkilometer.